# Stephaniolus longus
Stephaniolus longus är en skalbaggsart som först beskrevs av Christian Friedrich Stephan 1989.  Stephaniolus longus ingår i släktet Stephaniolus och familjen barkbaggar. Inga underarter finns listade i Catalogue of Life.